# Neuhäusgen
Neuhäusgen (Luxemburgs: Neihaischen) is een plaats in de gemeente Schuttrange en het kanton Luxemburg in Luxemburg.
Neuhäusgen telt 235 inwoners (2001).

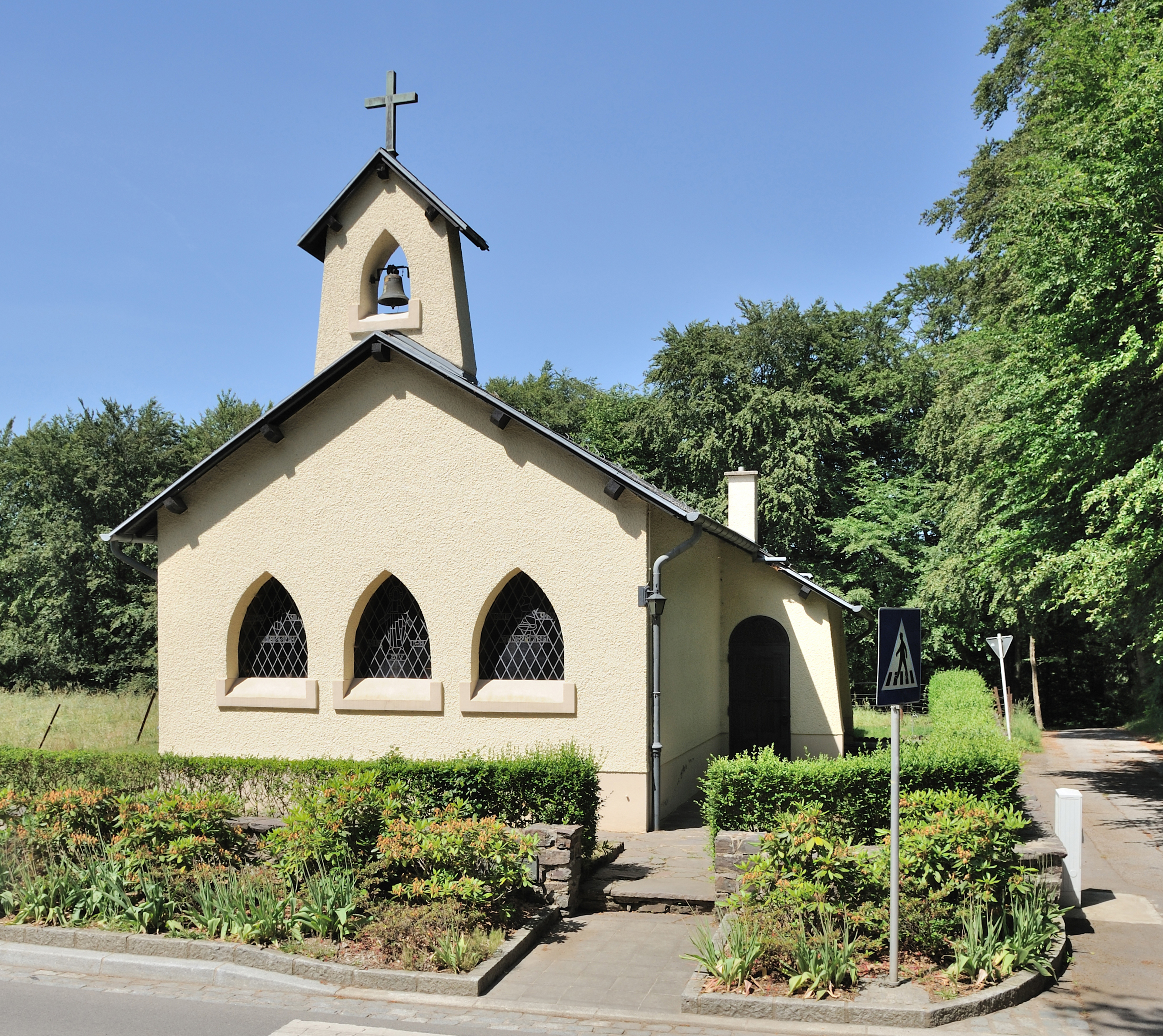
Kapel van Neuhäusgen